# Sowriemiennyje zapiski
Sowriemiennyje zapiski (Современные записки, tłum. notatki współczesne) – rosyjskie czasopismo emigracyjne, o profilu literacko-społecznym, wydawane w Paryżu w latach 1920–1940. Jedno z ważniejszych pism rosyjskiej emigracji.
Czasopismo zostało założone w zamierzeniu jako periodyk eserowców, jednak było ogólnie popularne wśród emigracji jako czasopismo literackie, ostatecznie dość neutralne światopoglądowo i politycznie. Grono redakcyjne stanowili m.in. Nikołaj Awksientjew, Ilja Bunakow (którego talentom organizacyjnym pismo w dużej mierze zawdzięczało swoje istnienie), Mark Wiszniak, Aleksandr Gukowski i Wadim Rudniew.
Choć planowane były jako miesięcznik, „Sowriemiennyje zapiski” ukazywały się nieregularnie – np. w 1921 roku opublikowano 6 numerów, a w latach 1931–1940 publikowano 2 do 3 numerów rocznie. Łącznie w druku ukazało się 70 numerów, zazwyczaj miały one ok. 500 stron objętości. Początkowo nakład wynosił 2 tysiące egzemplarzy, z czasem uległ zmniejszeniu. Pismo było bardzo cenione, zarzucano mu jednak, że niedostatecznie otwiera się na nowych pisarzy, nieznanych przed rewolucją. 
Na łamach czasopisma publikowali m.in. Vladimir Nabokov (pod pseudonimem W. Sirin), Iwan Bunin, Marina Cwietajewa, Gieorgij Fiedotow, Zinaida Gippius, Aleksiej Tołstoj, Jurij Terapiano, Mark Ałdanow, Nina Bierbierowa i Boris Zajcew. 
Kontynuatorem tradycji pisma był ukazujący się w Nowym Jorku „Nowyj żurnał”.